# Kościół Świętej Trójcy w Dobrojewie
Kościół pw. Świętej Trójcy w Dobrojewie – katolicki kościół filialny znajdujący się w Dobrojewie (gmina Skwierzyna). Należy do parafii w Starym Polichnie.
Świątynia poewangelicka, ceglana, pochodząca z początków XX wieku, kryta dachem dwuspadowym, z sygnaturką wtopioną w bryłę.

## Otoczenie
Stoi przy drodze z Gościnowa, pośród rozproszonej zabudowy. Za kościołem znikome pozostałości cmentarza ewangelickiego (jeden postument po nagrobku, bez napisów, ślady grobów). Na krzyżu misyjnym daty misji: 1971, 1988, 1997, 2000, 2011. Obok kościoła stoi stalowa dzwonnica.

## Galeria

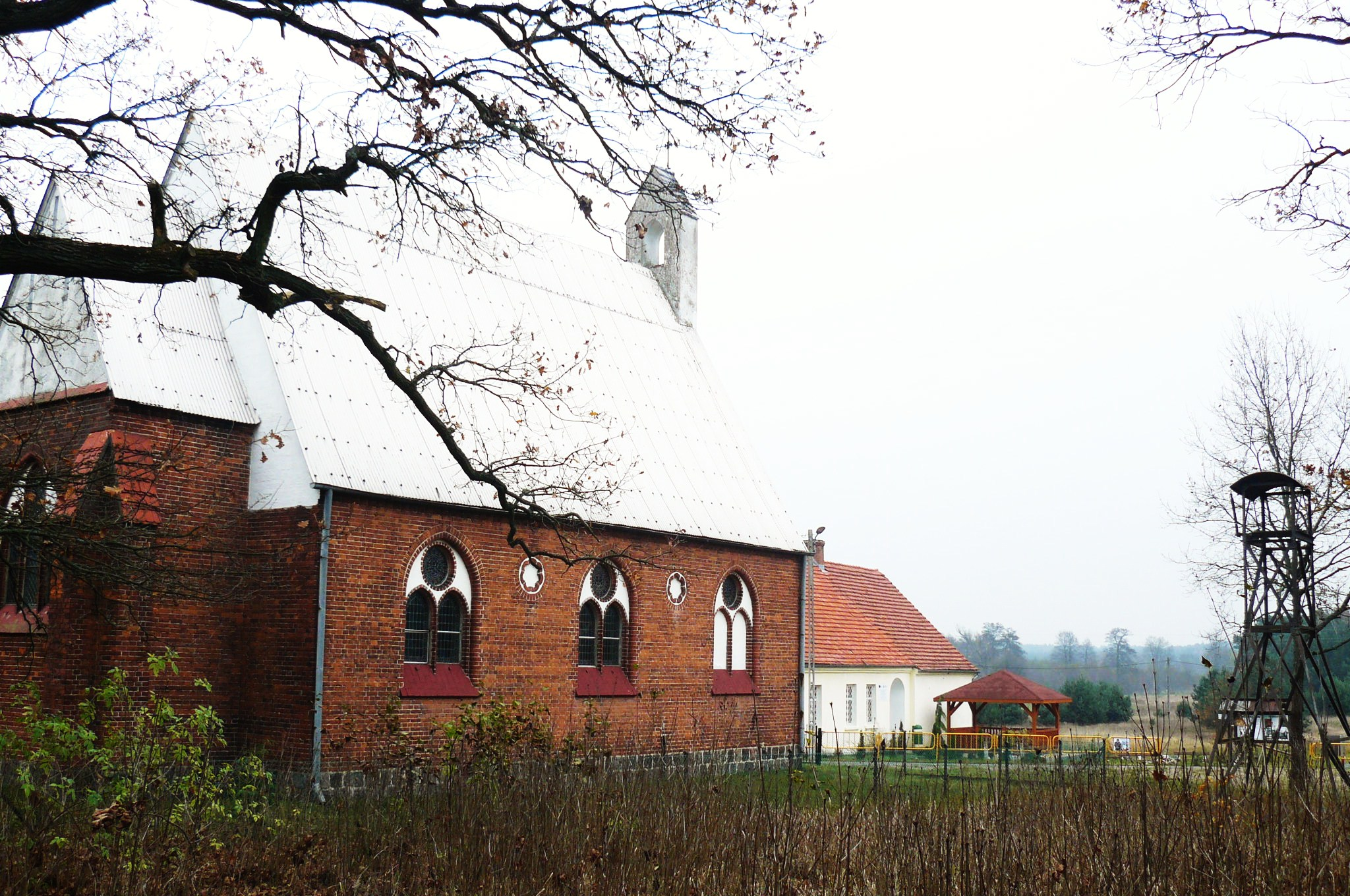
Elewacja boczna
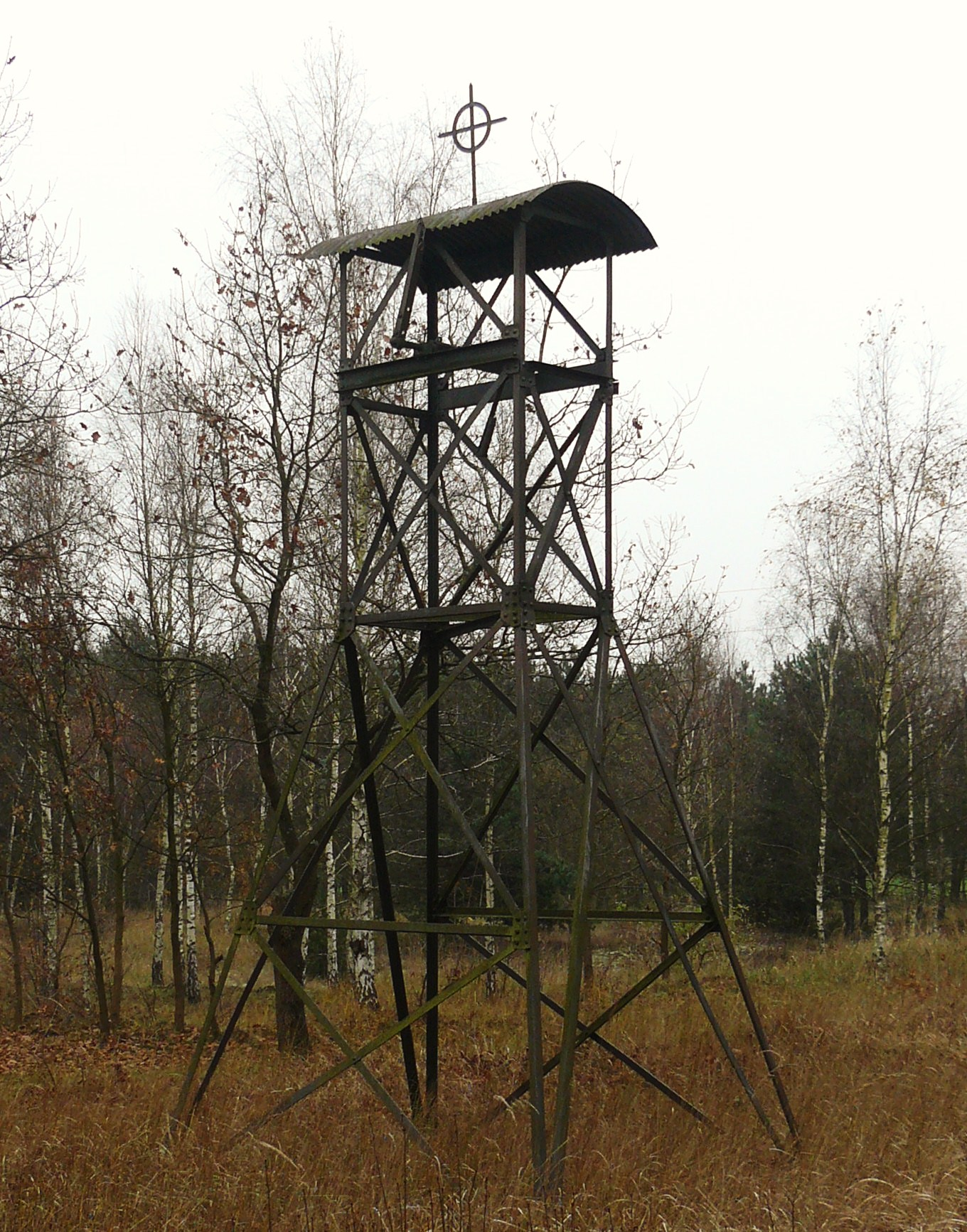
Dzwonnica stalowa
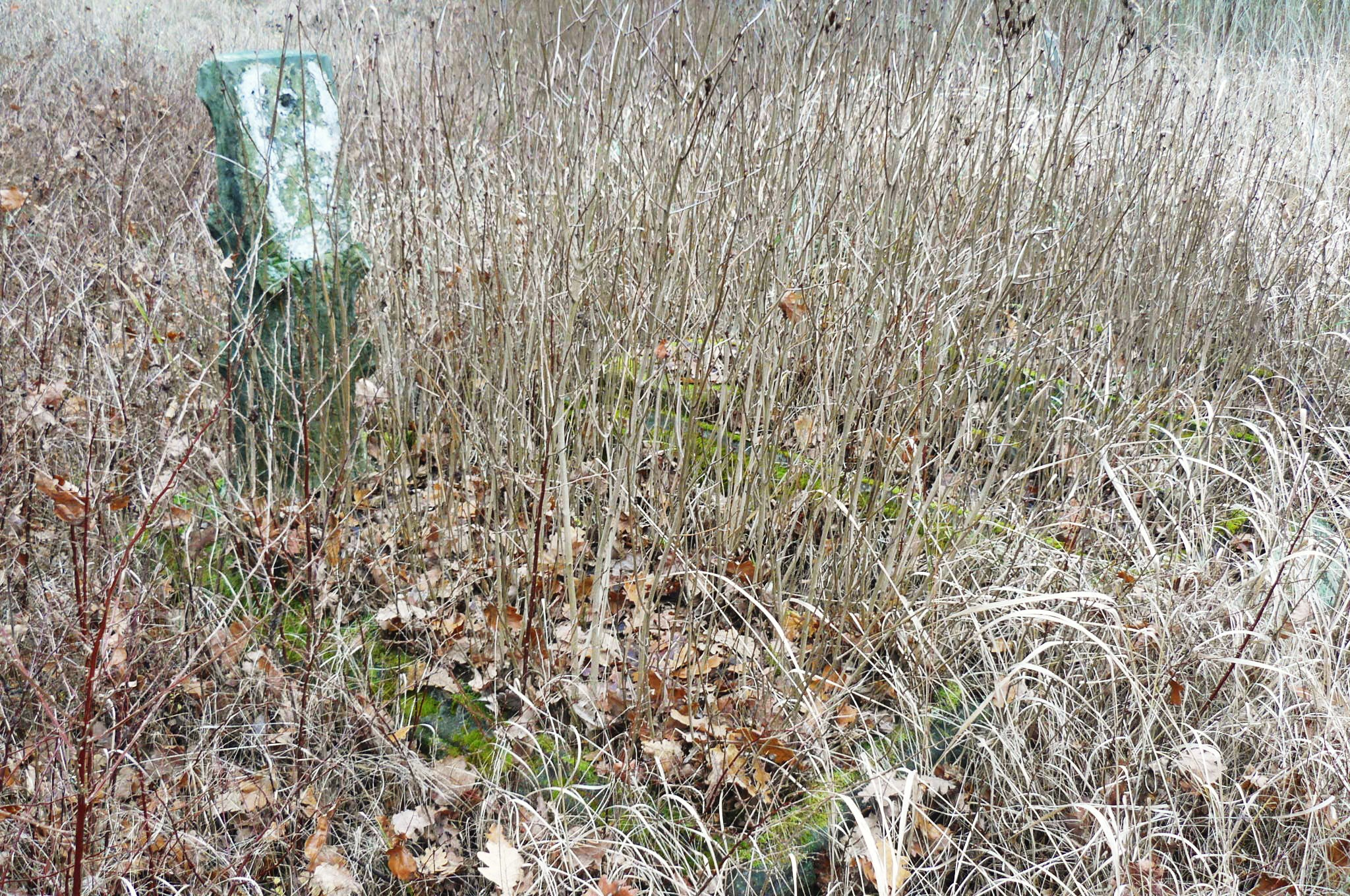
Cmentarz ewangelicki